# Neofundulus acutirostratus
Neofundulus acutirostratus – gatunek ryby z rodziny strumieniakowatych (Rivulidae) i rzędu karpieńcokształtnych. Występuje w Ameryce Południowej. Osiąga długość do 7,5 cm. Ryba nie wędrowna, słodkowodna.